# Schlager Radio (Deutschland)
Schlager Radio ist ein privater Hörfunksender, der in Deutschland über Kabel und Satellit sowie in Berlin, Brandenburg, Mecklenburg-Vorpommern und Thüringen über UKW („FM“) sowie in Berlin, Brandenburg, Bremen, Hamburg, Baden-Württemberg, Hessen, Nordrhein-Westfalen und in Teilen Sachsens sowie Thüringens über Digitalradio („DAB+“) und per Livestream über das Internet empfangen werden kann. Als Nachfolger von Oldiestar ging radio B2 am 27. Juli 2011 auf Sendung. Er wird von der radio B2 GmbH betrieben, deren einziger Gesellschafter Oliver Dunk ist.
Schlager Radio spielt hauptsächlich deutsche Musik, vor allem aus dem Bereich Schlager. Inhaltlich richtet sich das 24-stündige Vollprogramm auch journalistisch aus. In den Nachrichten zur vollen Stunde sowie im Mittagsmagazin werden auch aktuelle politische Themen von Deutschland- und weltweiter Relevanz behandelt.
Zu den aktuellen Moderatoren gehören Bert Beel, Normen Sträche, Andreas Andy Schmidt, Kerstin Suhrbier, Frank Schlager (ein alias von Mark Mathew), Silke Rech, Jenny Wendelberger, Mark Hendrik, Inka Klee und Oliver Dunk.
In der Vergangenheit moderierten unter anderem auch Inka Bause, Stefan Mross, Anna-Carina Woitschack, Frank Zander, Ekki Göpelt und Michael Niekammer.
Vivien Neuburg moderierte von 2022 bis Juni 2025 an der Seite von Normen Sträche die Sendung Der neue Schlager Radio Morgen montags bis freitags zwischen 05:00 und 10:00 Uhr. Ihre Position übernimmt Inka Klee.
Die redaktionellen Inhalte im Programm werden unterstützt durch Experten, wie Daniela Kielkowski sowie ehemals Ulli Potofski (bis zu seinem Tot im August 2025) und Jörg Kachelmann. Von 2022 bis 13. Dezember 2024 präsentierte Wetter-Expertin Maxi Biewer immer freitags Maxis Wochenend-Wetter.
Schlager Radio geht aus dem im Juli 2011 in Berlin gestarteten Radio B2 hervor. Im Laufe der Jahre hat sich das Verbreitungsgebiet des Senders immer weiter vergrößert, so dass die Bezeichnung „B2“ für die Region Berlin-Brandenburg obsolet wurde. 2020 wurde aus radio B2 in einem Zwischenschritt Schlager Radio B2. Am 22. März 2021 vollzog der Sender schließlich den kompletten Relaunch zu Schlager Radio.
Laut der Media-Analyse (ma 2024 Audio II) beläuft sich die durchschnittliche Stundenreichweite auf 93.000 Hörer werktäglich.

## Schlager Radio-Preis fürs Lebenswerk
Mit dem Preis für das Lebenswerk werden Künstler geehrt, die sich über Jahrzehnte um den Schlager verdient gemacht haben. Bisher mit dem Preis ausgezeichnet wurden:
- 2025 Bernhard Brink
- 2024 Michelle
- 2023 Ireen Sheer
- 2022 Frank Zander
- 2022 Frank Schöbel
- 2021 Ute Freudenberg
- 2019 Marianne Rosenberg
- 2018 Jürgen Drews

## Schlager Radio-Nachwuchspreis
In Gedenken an den Anfang des Jahres 2016 verstorbenen Schlagersänger und beliebten Radiomoderator Ekki Göpelt hat Schlager Radio den Nachwuchspreis bzw. Ekki-Göpelt-Preis ins Leben gerufen, mit dem der talentierteste Schlagernachwuchs ausgezeichnet wird. Eine fünfköpfige Jury, bestehend aus Programmchef, Redakteuren und Moderatoren, entscheidet darüber, welche Künstler mit dem Preis ausgezeichnet werden. Bisher mit dem Nachwuchspreis ausgezeichnet:
- 2025 Pia-Sophie
- 2024 Art Garfunkel Jr.
- 2023 Marie Reim
- 2022 Paulina Wagner
- 2019 Anna-Carina Woitschack
- 2018 Vincent Gross
- 2017 Linda Hesse
- 2016 Feuerherz

## Schlager Radio-Star: Eine Chance für den Nachwuchs
- 2023 Tommy Fenske
- 2024 Caro Best

## Antenne

### Analog (UKW)
Der Sender ist in Berlin, dem Umland, in Potsdam, dem Landkreis Barnim, dem Süden von Oberhavel, in Cottbus und Umgebung und im Raum Frankfurt (Oder)/Fürstenwalde mit dem Regionalprogramm Schlager Radio Berlin-Brandenburg über UKW zu empfangen. Schlager Radio Mecklenburg-Vorpommern ist in den Mecklenburger Städten Schwerin, Wismar (seit Sommer 2018) und Rostock zu empfangen sowie in den zwei größten Städten von Vorpommern, Stralsund und Greifswald.
- Ahrenshoop: 103,3 MHz mit 0,63 kW
- Berlin/Alexanderplatz: 106,0 MHz mit 1 kW
- Brandenburg/Havel: 94,0 MHz mit 3,2 kW
- Cottbus/Klein Oßnig: 91,6 MHz mit 0,5 kW
- Eberswalde/Barnim: 104,9 MHz mit 0,8 kW
- Potsdam/Horstweg: 97,0 MHz mit 2 kW
- Frankfurt/Oder: 106,9 MHz mit 0,2 kW
- Fürstenwalde: 101,1 MHz mit 0,5 kW
- Rostock: 106,5 MHz mit 0,63 kW
- Schwerin: 90,1 MHz mit 0,8 kW
- Stralsund: 98,9 MHz mit 0,4 kW
- Greifswald: 87,8 MHz mit 0,8 kW
- Wismar: 97,0 MHz mit 0,2 kW

- Eisenach: 92,9 MHz mit 0,5 kW
- Erfurt: 94,9 MHz mit 0,8 kW
- Gera: 107,3 MHz mit 0,1 kW
- Gotha: 101,1 MHz mit 0,8 kW
- Weimar: 105,0 MHz mit 0,79 kW
- Jena: 104,5 MHz mit 0,32 kW

weitere Frequenz die noch geplant ist in Thüringen:
- Saalfeld: 88,9 MHz mit 0,25 kW

### Digital (DAB+)
Schlager Radio ist über DAB+ in einigen Bundesländern und Regionen Deutschlands zu empfangen.
- Berlin und Brandenburg auf Kanal 12D
- Nordrhein-Westfalen auf Kanal 9D
- Sachsen auf Kanal 12A
- Thüringen auf Kanal 12B

## Kabel
Schlager Radio wird bundesweit in alle Kabelnetze in Deutschland digital unverschlüsselt eingespeist. Orte, Kabelnetzbetreiber und Frequenzen sind unter anderem auf der Internetseite von Schlager Radio zu finden.

## Satellit
Schlager Radio ist europaweit seit dem 24. Juli 2015 über den Satelliten Astra 1N zu empfangen.
Position: Astra 19,2 Grad Ost,
Frequenzen: 12633 MHz (12.6330 GHz),
Polarisierung: horizontal,
Symbolrate: 22.0000,
FEC: 5/6,
Transponder: 113

## Internet
Schlager Radio ist weltweit über das Internet zu empfangen. Ein Livestream für das deutschlandweite Programm sowie die Regionalprogramme findet sich auf der Internetseite des Senders und in Apps sowie Smart Speaker-Skills. 2022 wurde nach dem Erfolg des Partyschlagers Layla der Sender Radio Hossa gegründet. Am 30. Juni 2025 erfolgte die Umbenennung in Discofox Antenne.

## Schwestersender
Die dunk media group betreibt zudem die Sender Radio Gold, Star Sat Radio, Maxx FM, lounge plus und Discofox Antenne, welche alle in Berlin über DAB+ ausgestrahlt werden.